# West Covina
West Covina – miasto w Stanach Zjednoczonych, w stanie Kalifornia, w hrabstwie Los Angeles. Około 105 tys. mieszkańców (2000).
Miasto zostało wykorzystane jako główne miejsce akcji amerykańskiego serialu Crazy Ex-Girlfriend (2015-2019).

## Urodzeni w West Covina
- Gabrielle Andrews – amerykańska tenisistka
- Greg Camp – amerykański muzyk
- Ernesto Escobedo – amerykański tenisista
- Tara Llanes – amerykańska kolarka górska i BMX
- Tim Robbins – amerykański aktor

## Miasta partnerskie
- Ōtawara
- Wuhu